# آلن لیتگو
آلن لیتگو (انگلیسی: Alan Lithgow؛ زادهٔ ۱۲ مارس ۱۹۸۸) بازیکن فوتبال اهل بریتانیا است.
از باشگاه‌هایی که در آن بازی کرده‌است می‌توان به باشگاه فوتبال ایر یونایتد، باشگاه فوتبال هارت آف میدلوتیان، و باشگاه فوتبال دومبارتون اشاره کرد.
وی همچنین در تیم ملی فوتبال زیر ۱۹ سال اسکاتلند بازی کرده‌است.